# One Sunday Afternoon (film, 1933)
Pour les articles homonymes, voir One Sunday Afternoon.
Pour plus de détails, voir Fiche technique et Distribution.
Un dimanche après-midi (One Sunday Afternoon) est un film américain réalisé par Stephen Roberts, sorti en 1933.

## Synopsis
Un dimanche après-midi, le dentiste Lucius "Biff" Grimes reçoit la visite d'Hugo Barnstead qui souffre d'un mal de dents. Alors qu'Hugo est endormi sur le fauteuil, Biff se remémore ce qui s'est passé des années auparavant. 
Il était alors amoureux de Virginia Brush, qui elle aimait Hugo, alors qu'Amy Lind, la timide amie de Virginia, l'aimait sans le lui avouer. Lorsqu'il avait appris que Virginia et Hugo s'étaient enfuis de la ville pour se marier, il avait fait sa demande à Amy. Deux ans plus tard, Hugo et Virginia étaient revenus en ville, Hugo ayant repris l'entreprise familiale, où Biff travaille. Hugo se moque des études de dentiste que Biff fait le soir et voudrait l'utiliser pour l'aider à licencier des employés. Comme Biff refuse, il est jeté dehors par un garde armé, mais dans le tumulte l'arme part et le garde est blessé. Accusé, Biff fait deux ans de prison, mais lorsqu'il sort Amy l'attend toujours.
Biff envisage de profiter de la présence d'Hugo dans son cabinet pour se venger, mais finalement il y renoncera.

## Fiche technique
- Titre original : One Sunday Afternoon
- Titre français : Un dimanche après-midi
- Réalisation : Stephen Roberts
- Scénario : Grover Jones, William Slavens McNutt, d'après la pièce One Sunday Afternoon de James Hagan
- Photographie : Victor Milner, Karl Struss
- Montage : Ellsworth Hoagland
- Musique : John Leipold
- Son : Harold Lewis, Harry D. Mills
- Direction artistique : Hans Dreier, Wiard Ihnen
- Costumes : Travis Banton
- Producteur : Louis D. Lighton (en)
- Société de production : Paramount Pictures
- Société de distribution : Paramount Pictures
- Pays de production :  États-Unis
- Langue originale : anglais américain
- Format : Noir et blanc — 35 mm — 1,37:1 — Son : Mono (Western Electric Noiseless Recording)
- Genre : Comédie dramatique
- Durée : 85 minutes (1 h 25)
- Dates de sortie : 
  - États-Unis : 1er septembre 1933
  - France : 22 janvier 1934

## Distribution
- Gary Cooper : "Biff" Grimes
- Fay Wray : Virginia Brush
- Frances Fuller : Amy Lind
- Roscoe Karns : "Snappy" Downer
- Neil Hamilton : Hugo Barnstead
- Jane Darwell : Mme Lind
- Robert Homans : l'officier Charlie Brown
- Ed Brady : l'animateur du concours de cochons

## Bande originale
- On a Sunday Afternoon : musique de Harry von Tilzer, paroles d'Andrew Sterling
- Bill Bailey, Won't You Please Come Home : paroles et musique de Hughie Cannon, interprétée par Roscoe Karns et Gary Cooper
- In the Good Old Summertime : paroles de Ren Shields, musique de George Evans, interprétée par Roscoe Karns
- Good-bye, Little Girl, Good-bye : paroles de Will D. Cobb, musique de Gus Edwards, interprétée par Roscoe Karns et Gary Cooper
- Wait 'Til the Sun Shines, Nellie : paroles d'Andrew B. Sterling, musique de Harry von Tilzer
- The Last Rose of Summer : compositeur inconnu
- Ach du Lieber Augustine : compositeur inconnu